# جوزيف براون
جوزيف براون (26 يناير 1872 - 27 أبريل 1915)  (بالإنجليزية: Joseph Brown)‏ هو لاعب كريكت بريطاني.